# Satanic Punish
Satanic Punish（サタニックパニッシュ）は、日本の女性アイドルグループ。略称は「サタパニ」。
所属事務所は合同会社Devil Margin。ファンの総称は「Punishers（パニッシャー）」。
米MetalSucks発表の「日本で最もヘヴィなKawaiiメタル・グループ 15選」に選出された。

## 概要
Satanic Punishはうぇぶ式。、姫乃羽咲の2人からなる、2020年9月より"真体制"での活動が始まった、世の不条理、刹那、理不尽を歌うバンドサウンドベースのアイドルグループ。「重厚」かつ「攻撃的」。 「圧倒的音圧」と「他の追随を許さないエクストリームなメタルサウンド」に込められるリアルな言の葉(メッセージ)。メタルコア・デスコアを主軸にした、重厚かつ力強いメロディ、メタリックで真芯を捉えたサウンド、圧倒的な音圧の楽曲がコンセプトとなっている。 一に音楽。 二に音楽。 三、四が無くて、五に音楽。 「音楽」のみで勝負することを決意し、 研鑽を積んで発せられるデスボイス、シャウト、 グロールやクリーンパートなどが最大の魅力の一つ。

## 略歴

### 真体制
2021年2月28日、Satanic Punish主催史上最大規模の楽曲派ライブイベント『"See You on the Other Side." in nagomix 渋谷』開催。
2021年3月11日、『アルファオメガ』、『Pray for Satan』、『ヒロイン≠ヘロイン』、『WHITEWOLF』のサブスク配信が開始。
2021年3月28日、同事務所からデビューするDEARDEVILとのツーマン公演『"Re:Born" ～DEARDEVIL vs Satanic Punish～ in nagomix 渋谷』開催。
2021年5月13日、米国メタル系サイトMetalSucksは「A Guide to the Heaviest Kawaii Metal Groups in Japan」を発表。BABYMETAL、PassCodeなどのメジャーアーティストと並んでSatanic Punishが紹介された。
2021年5月18日、音楽情報サイトamassにて、上記の紹介記事「日本で最もヘヴィなKawaiiメタル・グループ 15選」が公開。Satanic Punishの楽曲『Pray for Satan』が掲載された。
2021年6月29日、うぇぶ式。聖誕祭『富国強兵。日イヅル國ヨリ宣戦布告。日本人ヨ覚醒セヨ。』を四谷LOTUSにて開催。また、終演後の告知動画上映において、姫乃羽咲の聖誕祭が同年10月17日に開催決定したことを発表。
2021年8月15日、Devil Margin EP vol.1リリースイベント主催公演『"Now Getting Ready." in 新高円寺LOFT X』開催。Satanic Punish『マスゴミックパニック』のサブスク配信が開始。
2021年10月17日、新高円寺LOFT Xにて、姫乃羽咲 聖誕祭『Innocent White ～気高き歌姫～』開催。9thシングル『Skull Maria』をリリース。
2021年12月6日、Satanic Punish『WHITEWOLF』が、iTunes Store (カナダ) の "J-Pop トップソング" の5位に新規ランクイン。
2021年12月25日、『Skull Maria』のサブスク配信が開始。
2022年3月13日、新高円寺LOFT Xにて、Satanic Punish"真"体制2周年、DEARDEVIL結成1周年主催公演『My Last Funeral of Black Dawn.』開催。
2022年6月12日、新宿HEISTにて、うぇぶ式。生誕祭『お前らの死因はうぇぶ式。が決める』開催。
2022年7月23日、目黒鹿鳴館にて、Devil Margin × RINethics主催『天下一武道会～外伝"アウトサイダー"編』開催。
2022年10月16日、新宿HEISTにて、Trebleとのツーマンライブ『The venue's gonna fill up for real Vol.1』開催。
2022年10月22日、新宿HEISTにて、姫乃羽咲 生誕祭『Codex Gigas - Devil's Bible』開催。Satanic Punish 1stミニアルバム『Genesis』をリリース。
2022年12月2日、新高円寺LOFT Xにて、緊急主催公演『おしまい。≠ はじまり。』開催。また、終演後の告知動画上映において、追加新メンバーお披露目公演が2023年1月22日に開催決定したことを発表。

## メンバー

### 現メンバー
| 名前             | よみ               | 誕生日  | 血液型 | 担当カラー             | 活動開始日     |
| ---------------- | ------------------ | ------- | ------ | ---------------------- | -------------- |
| 愛魔ノ夢         | まなまのむ         | 1月24日 | A      | リリスピンククリムゾン | 2022年12月27日 |
| 紫貴院キャサリン | しきいんきゃさりん | 3月12日 | O      |                        | 2024年5月25日  |

### 旧メンバー
| 名前       | よみ          | 誕生日        | 血液型 | 担当カラー                   |                      |
| ---------- | ------------- | ------------- | ------ | ---------------------------- | -------------------- |
| うぇぶ式。 | うぇぶしき    | 6月9日        | A      | バキバキPINK                 | 初期 - 2023年3月25日 |
| 姫乃羽咲   | ひめの うさぎ | 10月17日      | B      | イノセントホワイト           | 初期 - 2023年3月25日 |
| 撲我さくら | ぼくがさくら  | 1999年6月19日 |        | 2022年4月29日 - 2023年7月8日 |                      |

## ディスコグラフィー

### シングル
| #    | 発売日         | タイトル                       | 収録曲                                                                             |
| ---- | -------------- | ------------------------------ | ---------------------------------------------------------------------------------- |
| 1st  | 2019年8月5日   | WHITEWOLF                      | 1. WHITEWOLF 2. WHITEWOLF - instrumental                                           |
| 2nd  | 2019年9月7日   | Bully                          | 1. Bully 2. Bully - instrumental                                                   |
| 3rd  | 2019年9月16日  | ヴェシカパイシス               | 1. ヴェシカパイシス 2. ヴェシカパイシス - instrumental                             |
| 4th  | 2019年10月6日  | (not)アイドル戦争              | 1. (not)アイドル戦争 2. (not)アイドル戦争 - instrumental                           |
| 5th  | 2019年10月6日  | ヒロイン≠ヘロイン              | 1. ヒロイン≠ヘロイン 2. ヒロイン≠ヘロイン - instrumental                           |
| 6th  | 2020年3月7日   | Pray for Satan                 | 1. Pray for Satan 2. Pray for Satan - instrumental                                 |
| 7th  | 2020年12月25日 | アルファオメガ-ΑΩ-             | 1. アルファオメガ-ΑΩ- 2. アルファオメガ-ΑΩ- - instrumental                         |
| 8th  | 2021年3月28日  | マスゴミックパニック           | 1. マスゴミックパニック 2. マスゴミックパニック - instrumental                     |
| 9th  | 2021年10月17日 | Skull Maria                    | 1. Skull Maria 2. Skull Maria - instrumental                                       |
| 10th | 2022年7月23日  | Propaganda from the Rising Sun | 1. Propaganda from the Rising Sun 2. Propaganda from the Rising Sun - instrumental |

### アルバム
| #   | 発売日         | タイトル | 収録曲 |
| --- | -------------- | -------- | --- |
| 1st | 2022年10月22日 | Genesis  | 1. WHITEWOLF - 真体制Re:Recording ver. 2. Alpha Omega - Low mix ver. 3. マスゴミックパニック - Short mix ver. 4. Skull Maria |